# 트란츠알파인
트란츠알파인(TranzAlpine Express)은 뉴질랜드 남섬의 트란츠 시닉에 의해 운영되는 승객열차이다. 이 여행은 지나가면서 보는 기막힌 풍경으로 인해 세계에서 가장 아름다운 기차여행 풍경으로 손꼽히기도 한다. 이 여행의 여정은 편도 223km이며, 4시 30분의 시간이 소요된다. 19개의 터널이 있고, 73m 높이의 난간을 지닌 4개의 고가철교가 있다. 이 철도는 점점 인기가 치솟고 있는데, 2007년에는 20만 4천명의 인원을 수송했다.

## 역사
이 기차가 개통된 것은 1987년 11월 22일로 기존의 크라이스트처치 - 그레이마우스 행 고속 철도를 대체하기 위해서 만들어졌으며, 뉴질랜드에서 일신된 철로를 활용하여 새로운 여행 목적의 승객 서비스를 제공하는 철도회사 중 하나가 되었다. 새로운 외관의 철도 차량으로 일신을 꾀했다.

### 이전 서비스
1982년 말에서 1983년 12월까지 한쪽 끝 부분에 화물칸이 달린 세 개의 차량으로 된 2급 NZR 56-바퀴 수송차량을 운용했다. 현재는 널찍한 창과 산뜻하고 긴 조명, 벽을 연결하는 카펫 그리고 에딩턴 워크샵즈에서 설계된 좌석으로 쇄신되었다.

## 노선
이 기차는 크라이스트처치와 그레이마우스 구간을 매일 운행한다. 크라이스트처리를 떠난 이후, 기차는 주요 남부노선을 따라서 와이마카리리 강을 지나서 비옥한 캔터베리 평원을 통과하여 롤스톤까지 운행한다. 그런 다음 서던알프스를 통해 멋진 풍광을 지닌 와이마키리리 강 협곡을 지나는 미드랜드 노선으로 전환하여, 오티라 터널을 경유하여 서해안의 그레이마우스에서 종착한다.
- 크라이스트처치
- 롤스톤
- 다필드
  - 쉐프필드
- 스프링필드
  - 와이마카리리 강
- 카스 (뉴질랜드)
- 아서스 패스
- 오티라
- 잭슨즈 (뉴질랜드)
- 마오나
- 브루너 (뉴질랜드)
- 그레이마우스

## 갤러리

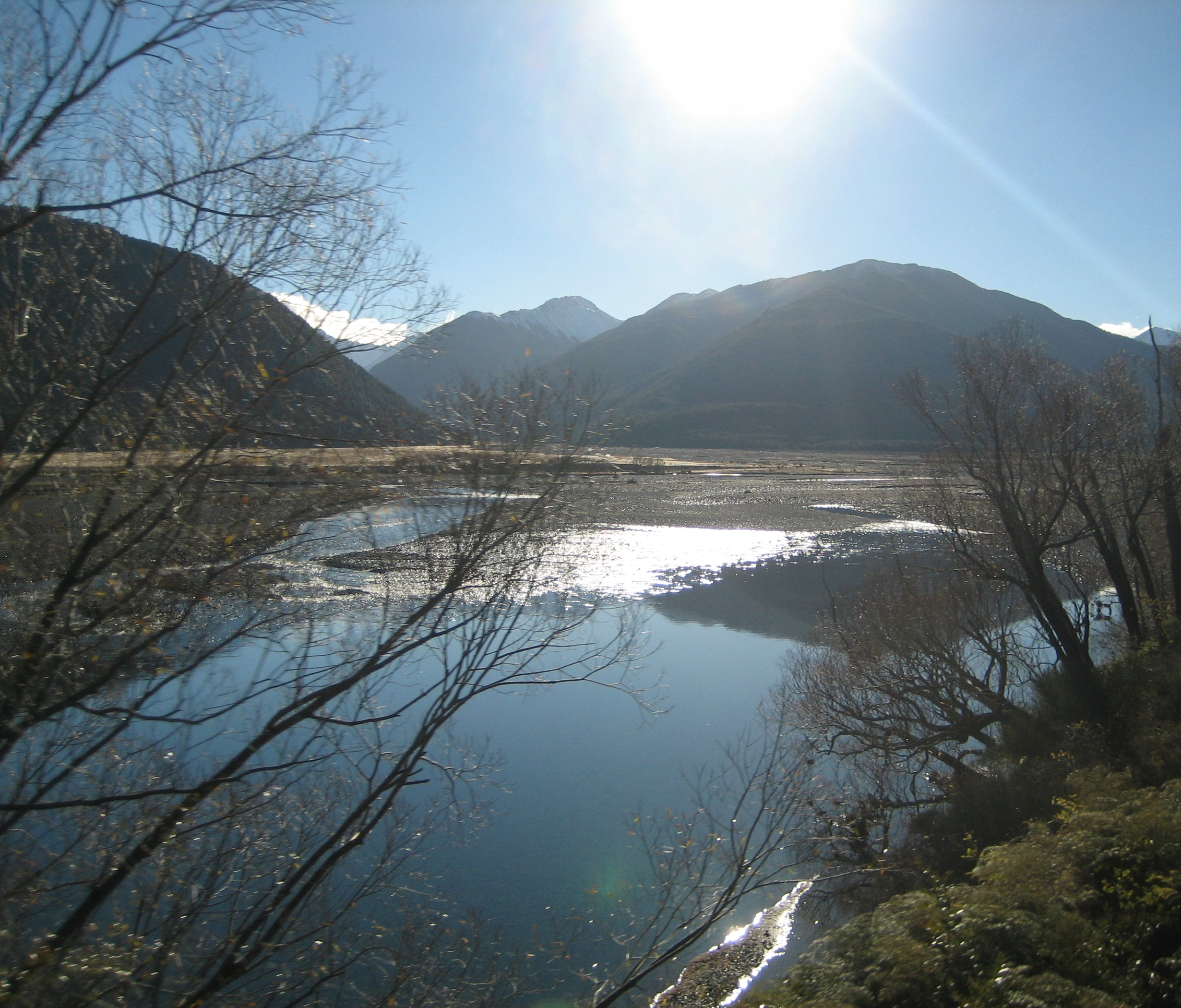
트란츠 알파인에서 본 남알프스의 경치
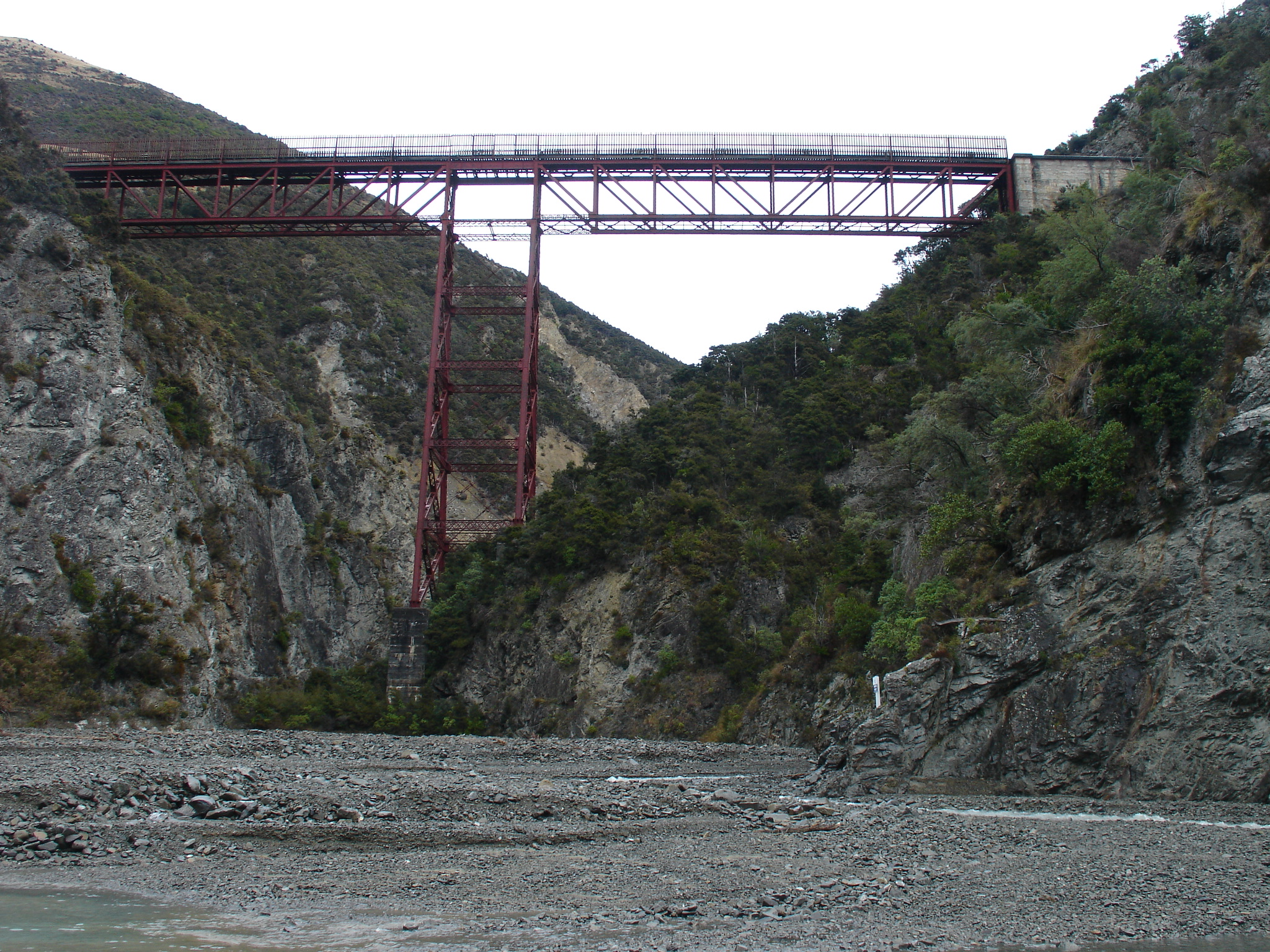
트란츠알파인의 가장 높은 다리
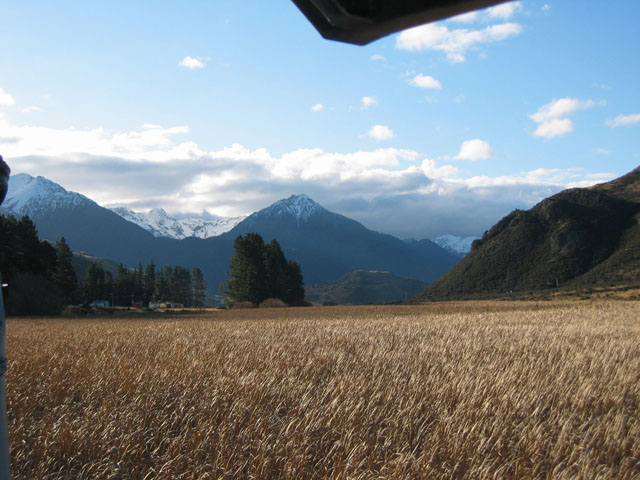
캔터베리 평원의 풍경
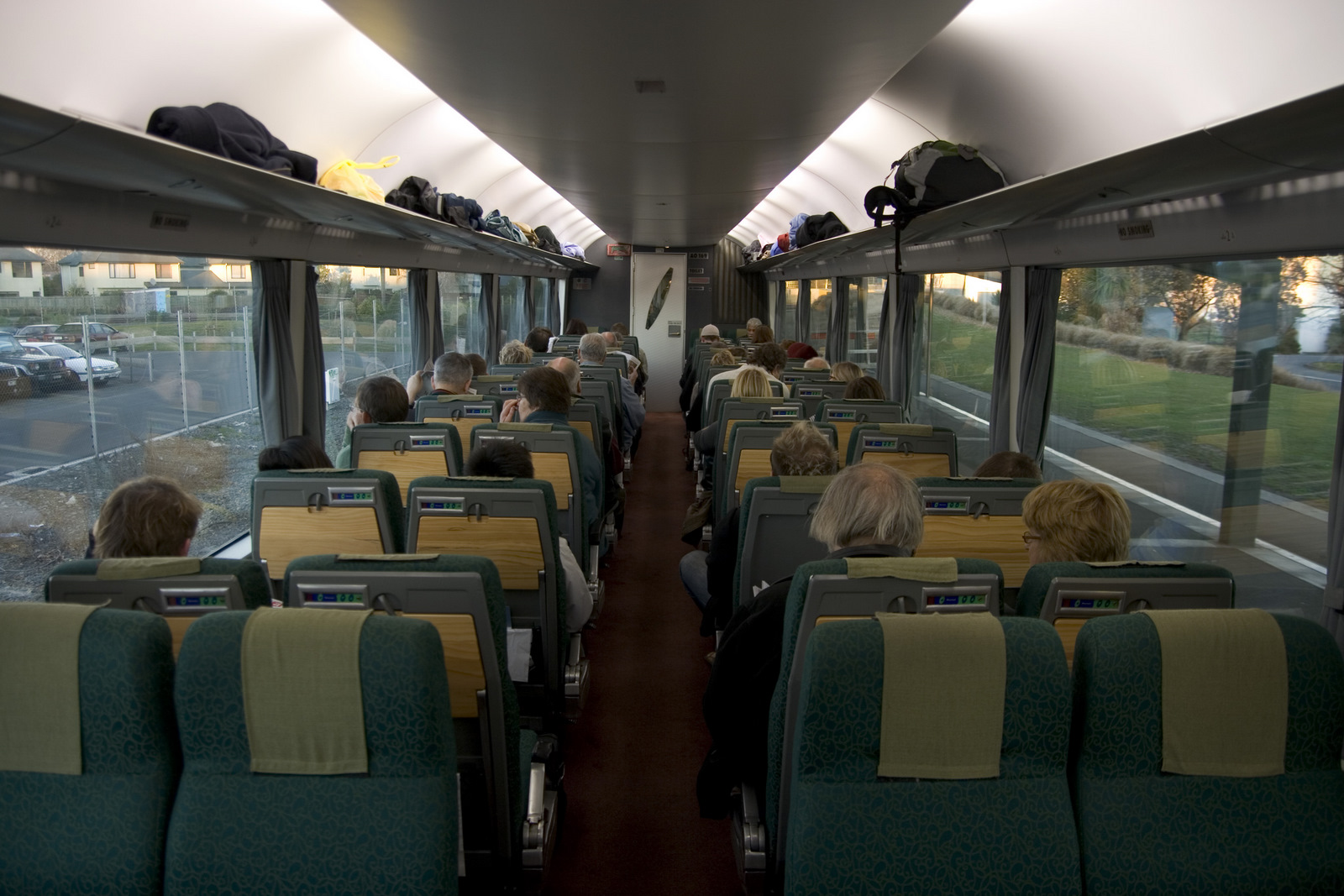
트란츠알파인의 내부